# Keys to Ascension (video)
Keys to Ascension è il filmato di un concerto del gruppo progressive rock inglese Yes.

## Il video
Fu registrato presso il Freemont Theater a San Luis Obispo, in California, nel marzo 1996. La formazione è quella storica, con la band al meglio della forma. Il filmato è inoltre molto curato, con immagini in trasparenza che si sovrappongono a quelle della band che suona; che fanno del filmato un documento artistico di notevole interesse.

## Contenuti
1. Siberian Khatru
2. Close to the Edge
3. I've Seen All Good People
4. Time and a Word
5. And You and I
6. The Revealing Science of God
7. Going for the One
8. Turn of the Century
9. America
10. Onward
11. Awaken
12. Roundabout
13. Starship Trooper

## Formazione
- Jon Anderson: voce, chitarra e percussioni
- Steve Howe: chitarra
- Rick Wakeman: tastiere
- Chris Squire: basso elettrico
- Alan White: batteria e percussioni